# Ніязгулово (Зіанчуринський район)
Ніязгу́лово (рос. Ниязгулово, башк. Нияҙғол) — присілок у складі Зіанчуринського району Башкортостану, Росія. Входить до складу Абзановської сільської ради.
Населення — 119 осіб (2010; 144 в 2002).
Національний склад:
- башкири — 95%